# Dones a Bangladesh
La situació de les dones a Bangladesh ha estat objecte de molts canvis importants durant els darrers segles. Les dones de Bangladesh han fet progressos significatius des de la independència del país el 1971, on les dones de la regió van experimentar un augment de l'empoderament polític per a les dones, millors perspectives laborals, augment de les oportunitats d’educació i l’adopció de noves lleis per protegir els seus drets mitjançant les polítiques de Bangladesh en les darreres quatre dècades. Tot i això, les dones de Bangladesh segueixen lluitant per assolir la mateixa condició que els homes a causa de les normes socials que apliquen rols de gènere restrictius, així com la mala implementació de les lleis establertes per protegir les dones.
En matèria jurídica, Bangladesh segueix un sistema mixt, principalment del dret comú heretat del seu passat colonial, així com algunes lleis islàmiques que es refereixen principalment a qüestions d’estatus personal. Políticament, les dones han estat relativament destacades en l’àmbit. Des del 1988, les primeres ministres elegides eren dones.

## Història
L'estatus de les dones de la regió en el passat ha variat amb el pas del temps, variant també entre grups religiosos i ètnics, així com entre classes socials.

### Abans de la independència (1971)
Abans del segle xx, les dones d’aquesta regió, així com de Bengala en general, experimentaven diferents nivells d’autonomia segons el lloc on vivien.
Tot i que les dones que vivien a les zones rurals eren capaces de deambular en grups i aparèixer en públic, les que vivien a les zones urbanes havien d’observar la purdah tapant-se. Prevalents tant a les famílies hindús com a les musulmanes de l’època, aquestes dones de classe mitjana i alta eren majoritàriament mestresses de llar que amb prou feines sortien al carrer; qualsevol moviment ocasional a l'exterior es feia dins de carruatges coberts. El patriarca de la casa va veure això com una manera de protegir les dones dels perills desconeguts de les zones urbanes. Tanmateix, la purdah no era freqüent entre les dones de classe baixa.
La poligàmia es practicava en aquesta regió independentment de la religió. No obstant això, la pràctica no era freqüent entre la població general i s'observava més comunament a la classe aristocràtica; les darreres èpoques veuen una nova disminució de les relacions polígames. Històricament, es practicava el sati en aquesta regió, principalment entre la classe alta, fins a finals del segle xix.

### Després de la independència
Les dades disponibles sobre salut, nutrició, educació i rendiment econòmic van indicar que a la dècada del 1980 la situació de les dones a Bangladesh es mantenia considerablement inferior a la dels homes. Les dones, per costum i pràctica, restaven subordinades als homes en gairebé tots els aspectes de la seva vida; una major autonomia era el privilegi dels rics o la necessitat dels molt pobres.
La majoria de les vides de les dones es mantenien centrades en els seus rols tradicionals i tenien un accés limitat als mercats, serveis productius, educació, atenció sanitària i governs locals. Aquesta manca d’oportunitats va contribuir a uns patrons de fecunditat elevats, que van disminuir el benestar familiar, van contribuir a la desnutrició i, en general, a la pobra salut dels nens, i van frustrar els objectius educatius i de desenvolupament nacional. De fet, la pobresa aguda dels marginats semblava estar afectant més les dones. Mentre l’accés de les dones a l’atenció sanitària, a l'educació i a la formació continués sent limitat, les perspectives de millora de la productivitat de la població femenina continuaren sent pobres.
Al voltant del 82% de les dones vivien a les zones rurals a finals de la dècada del 1980. La majoria de les dones rurals, potser el 70%, es trobaven en petites cases de conreadors, arrendataris i sense terres; molts treballaven com a treballadors a temps parcial o estacional, generalment en activitats posteriors a la collita, i rebien pagaments en espècie o en escassos salaris en efectiu. Un altre 20%, principalment en llars pobres sense terra, depenia de mà d'obra ocasional, espigolant, mendicitat i altres fonts d'ingressos irregulars; normalment, els seus ingressos eren essencials per a la supervivència de la llar. El 10% restant de les dones es trobaven en llars, principalment de les categories professionals, comercials o de propietaris de terres a gran escala, i normalment no treballaven fora de casa.
La contribució econòmica de les dones va ser substancial, però en gran part no reconeguda. Les dones de les zones rurals eren les responsables de la major part del treball posterior a la collita, com cuinar i la cura de bestiar, aviram i petits horts. Les dones de les ciutats depenien de feines domèstiques i tradicionals, però a partir de la dècada del 1980 treballaven cada vegada més en feines de fabricació, especialment en la indústria de la confecció. Les que tenien més estudis treballaven al govern, a l’atenció sanitària i a l'ensenyament, però el seu nombre seguia sent molt reduït. La continuïtat de les taxes elevades de creixement de la població i la disminució de la disponibilitat de treballar com a cuineres van fer que més dones buscessin feina fora de la llar. En conseqüència, la taxa de participació de la població activa femenina es va duplicar entre 1974 i 1984, quan va arribar a gairebé el 8%. El salari de les dones a la dècada del 1980 era baix, i normalment oscil·lava entre el 20% i el 30% menys que els salaris dels homes.
El 2019, el tribunal més alt de Bangladesh va dictaminar que en els formularis de registre de matrimoni s'ha de substituir la paraula que s'utilitza per descriure dones solteres que també pot significar «verge» per una paraula que només significa «dona soltera».
La religió oficial de Bangladesh és l'islam, amb més del 90% de la població musulmana.

## Educació i desenvolupament econòmic

### L'educació
La taxa d’alfabetització a Bangladesh ha augmentat en els darrers anys. El 2018 era, en la població adulta, de 73,91%; una mica més baixa per a les dones (71,18%) i una mica més alta per als homes (76,67%).
Durant les darreres dècades, Bangladesh ha millorat les seves polítiques educatives, i l’accés de les noies a l'educació ha augmentat. A la dècada del 1990, la matriculació de les nenes a l'escola primària va augmentar ràpidament. Tot i que ara hi ha paritat de gènere en les inscripcions a primària i secundària, el percentatge de noies disminueix en els darrers cursos de secundària.

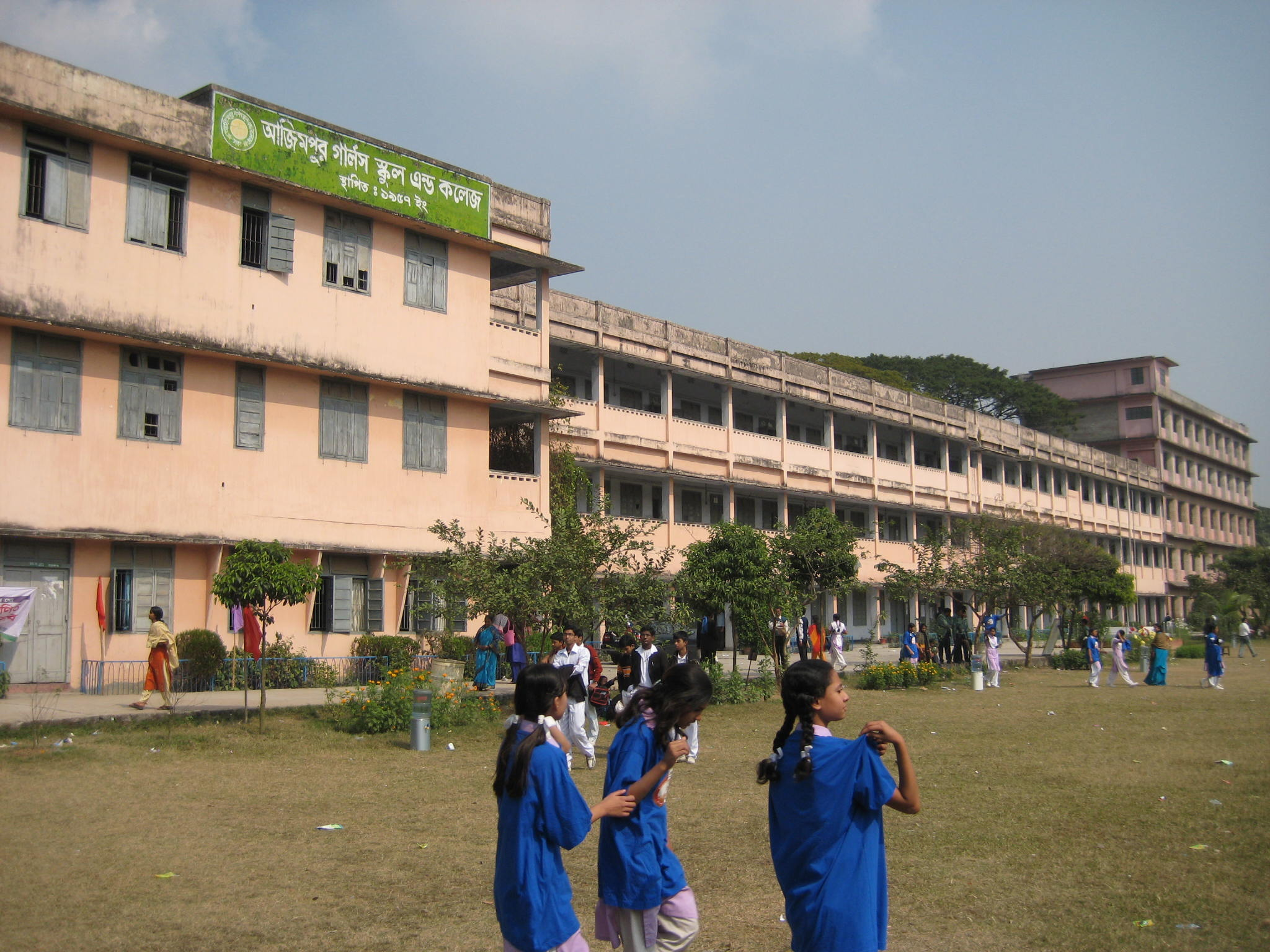
Azimpur Girls' High School, Bangladesh
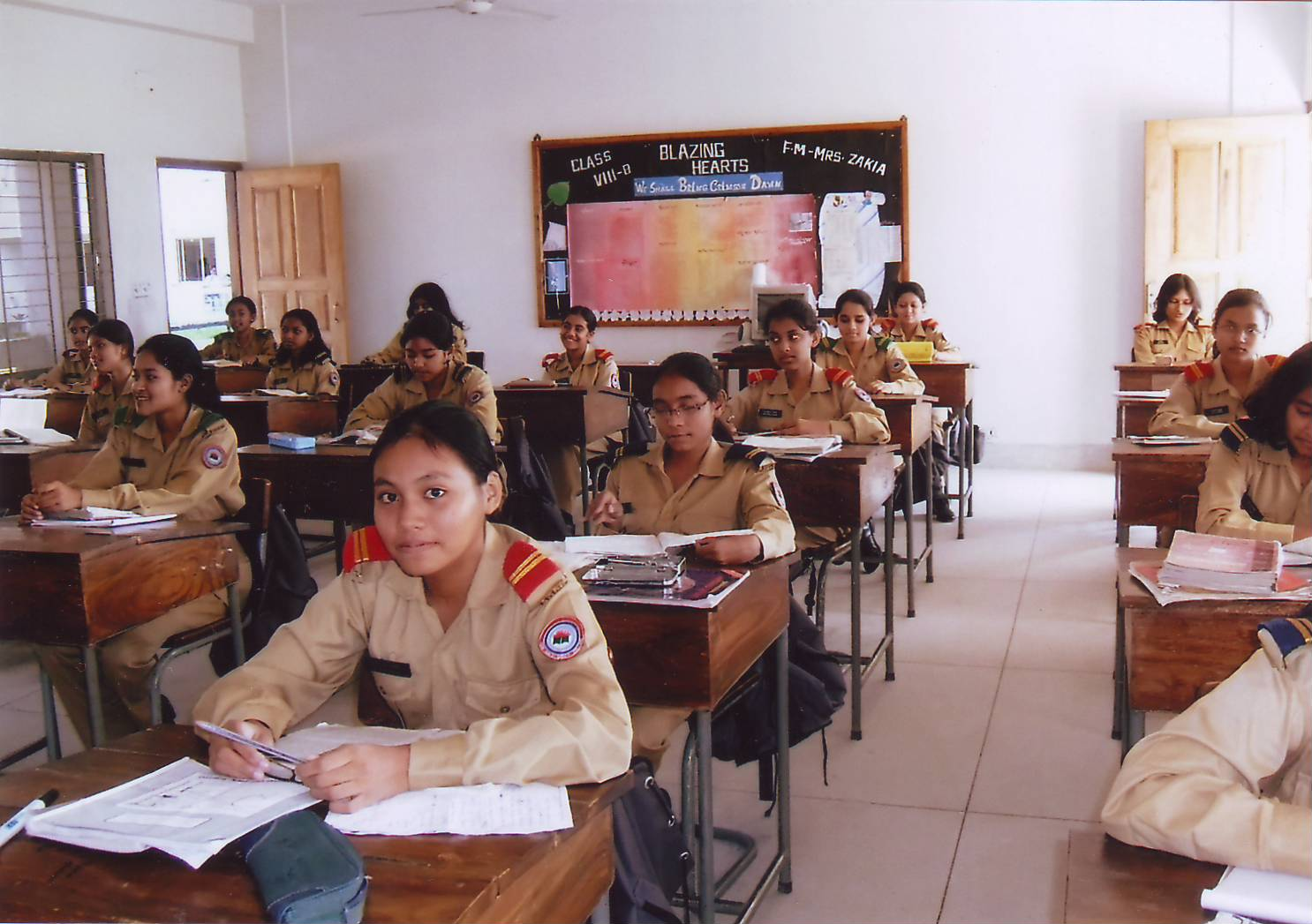
Noies cadets bengalines a l'escola militar Feni Girls Cadet College
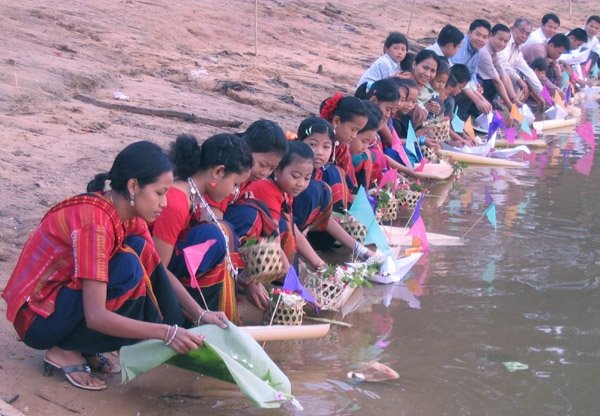
Bengalines a hill tracts
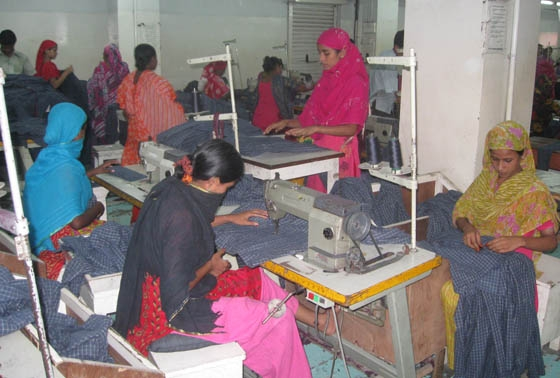
Les dones constitueixen la major part de la força de treball de la indústria de la confecció orientada a l'exportació de Bangladesh, que és la que contribueix més al creixement econòmic del país

### La participació de les dones al mercat laboral
Les dones a Bangladesh es dediquen a moltes activitats laborals, des de la feina domèstica dins de la llar fins a la feina remunerada fora de la llar. El treball de les dones sovint està infravalorat i poc informat.

### El dret a la propietat
Els drets d'herència de les dones són escassos: les lleis discriminatòries i les normes socials patriarcals dificulten l’accés a la terra de moltes dones. La majoria de les dones hereten segons les interpretacions locals de la Xaria.

## La violència de gènere

### La violació

Mapa de Chittagong Hill Tracts

Els colons i soldats bengalís en Chittagong Hill Tracts han violat dones jumma (chakma) natives «amb impunitat» amb les forces de seguretat de Bangladesh fent poc per protegir les jummas i, en canvi, han ajudat els violadors i colons.
Els jummes indígenes budistes i hindús d’origen sinotibetà han estat objecte del govern de Bangladesh de massives violències i polítiques genocides mentre els colons d'ètnia bengalí s'endinsaven a les terres del jumma, prenien el control i els massacraven amb l'exèrcit bangladesí que violava massivament dones, massacrant pobles sencers i atacant llocs religiosos hindús i budistes amb objectius deliberats de monjos i monges.

### El matrimoni infantil
Bangladesh té una de les taxes de matrimoni infantil més altes del món. La pràctica del dot, encara que il·legal, contribueix a aquest fenomen. El 29% de les nenes es casen abans dels 15 anys i el 65% abans dels 18 anys. Les accions governamentals han tingut pocs efectes i han estat contradictoris; tot i que el govern s'ha compromès a posar fi al matrimoni infantil el 2041, el 2015 el primer ministre va intentar reduir l'edat del matrimoni per a noies de 18 a 16 anys.
Es va instituir una excepció a la llei perquè el matrimoni als 16 anys es permeti només amb el consentiment dels pares.

### Violència domèstica
El 2010, Bangladesh va promulgar la Llei de violència domèstica (prevenció i protecció) de 2010. Un percentatge important de la població accepta la violència domèstica; a l'enquesta demogràfica i de salut de 2011, el 32,5% de les dones van dir que està justificat que un marit agredeixi o bé colpegi a la seva dona per motius específics (el motiu més freqüent és que l'esposa «discuteixi amb ell», amb un 22,4%). En els darrers anys, la violència contra les dones, comesa per homes, ha disminuït significativament i és considerablement baixa en comparació amb països del sud d'Àsia com Sri Lanka, Nepal i l'Índia. La violència envers les dones és un delicte. Cal conscienciació per defensar els drets humans de les dones.

### El dot
La violència causada pel dot és un problema a Bangladesh. El país ha pres mesures contra la pràctica del dot mitjançant lleis com la Llei de la prohibició del dot (1980), Ordenança sobre la prohibició del dot (modificació de 1982), i l'Ordenança sobre la prohibició del dot (modificació de 1986). Tanmateix, continuen els abusos en relació amb el dot, sent poca l'execució legal contra el dot.
La pràctica del dot està molt relacionada amb el prestigi social. En algunes comunitats, el sistema de dots era un regal que ajudaria la núvia en cas que afrontés problemes en el futur. El dot seria la seva riquesa, que era lliure de vendre o utilitzar si necessitava crear una família nuclear. Així doncs, els estris i els diners que rebia com a dot s'havien de mantenir per separat sota la seva pròpia cura fins que arribés el moment de la necessitat. Amb el pas del temps, s'ha convertit en un sistema que realment fa més pressió sobre la família de la núvia per complir les expectatives de la família del nuvi. Això al seu torn debilita l'estatus de la dona a la família, en lloc de la idea original de reforçar-la proporcionant suport material.

### L'assetjament sexual
L'Eve-teasing (burles a Eva) és un eufemisme utilitzat a tot el sud d’Àsia, a països com Pakistan, Índia i Bangladesh, per a l'assetjament sexual públic o la molestació (sovint coneguda com a «assetjament al carrer») de dones per part d’homes, on Eva fa al·lusió a la primera dona, segons la història de creació bíblica. L'assetjament sexual afecta moltes dones de Bangladesh, especialment les adolescents, on les nenes són intimidades al carrer, se les crida obscenitats, se les riu o les agafen per la roba.

## Altres aspectes

### La llibertat de moviment de les dones
Les dones i les nenes de Bangladesh no tenen els drets de llibertat de moviment per tot arreu com ho tenen els homes. La societat es basa en valors patriarcals i polítiques socialment conservadores cap a la llibertat de les dones i les nenes.

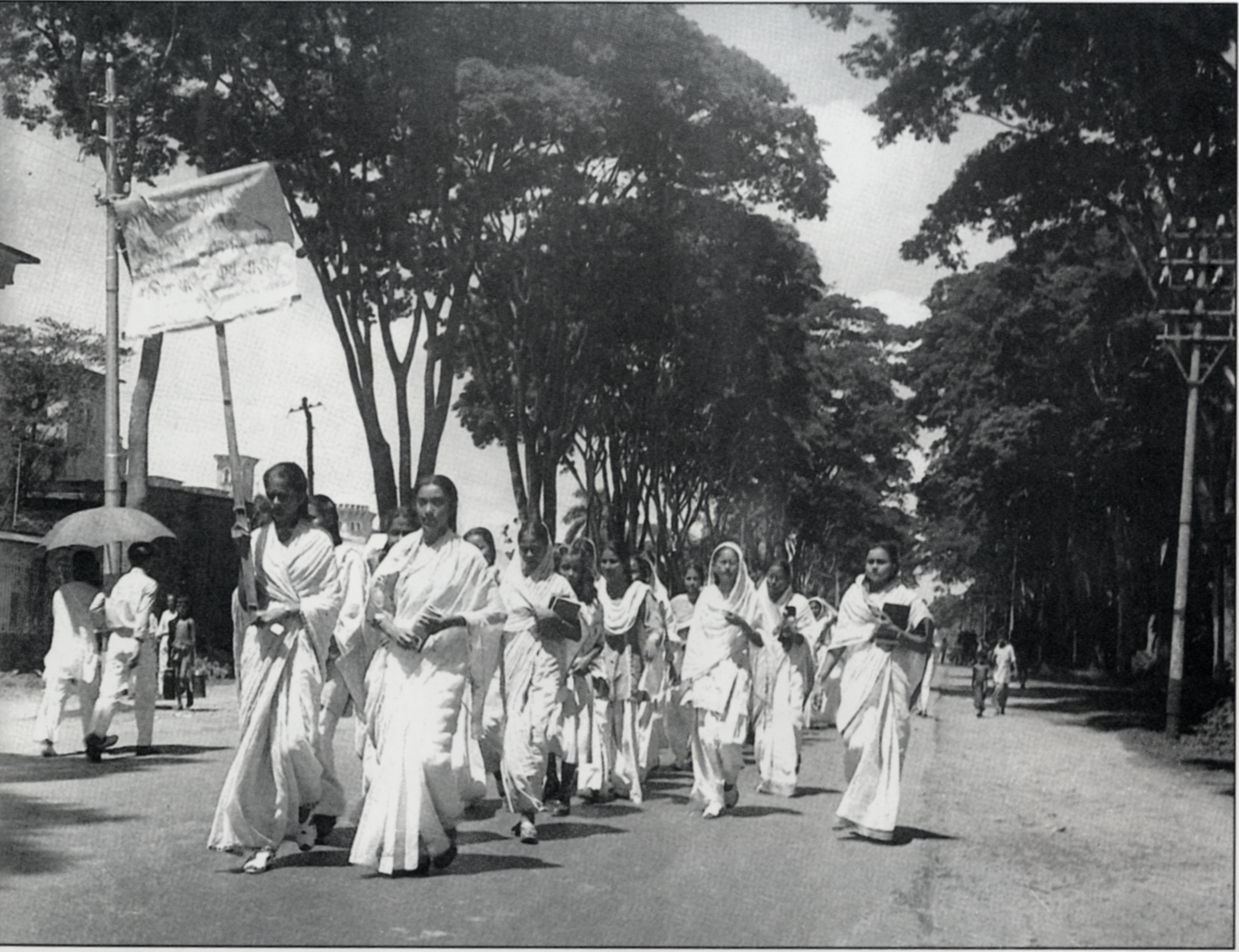
Dones de Bangladesh van formar una concentració en el primer aniversari del Moviment per la llengua bengalí a la Universitat de Dhaka el 1953
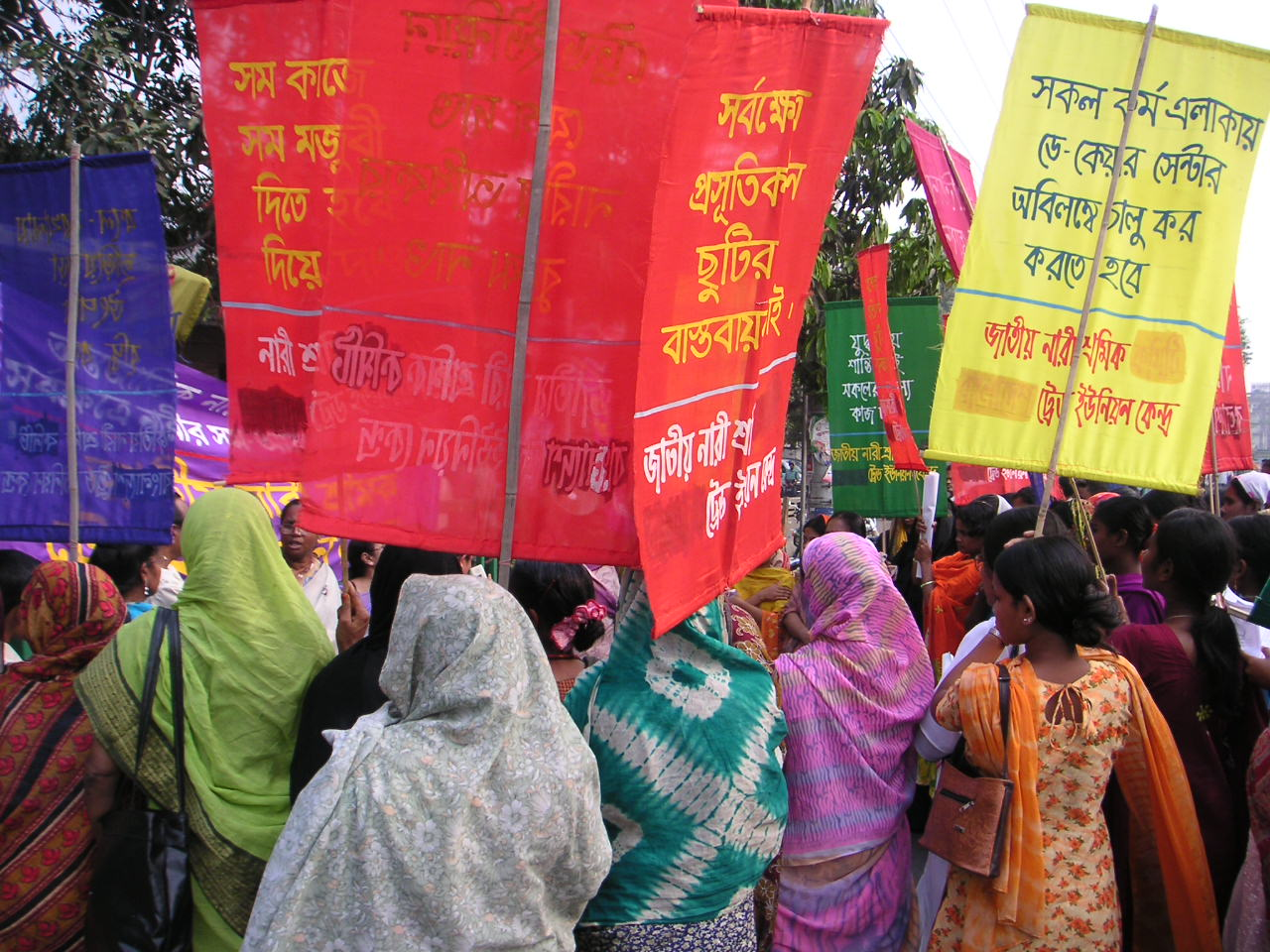
Manifestació del Dia Internacional de les Dones a Dhaka
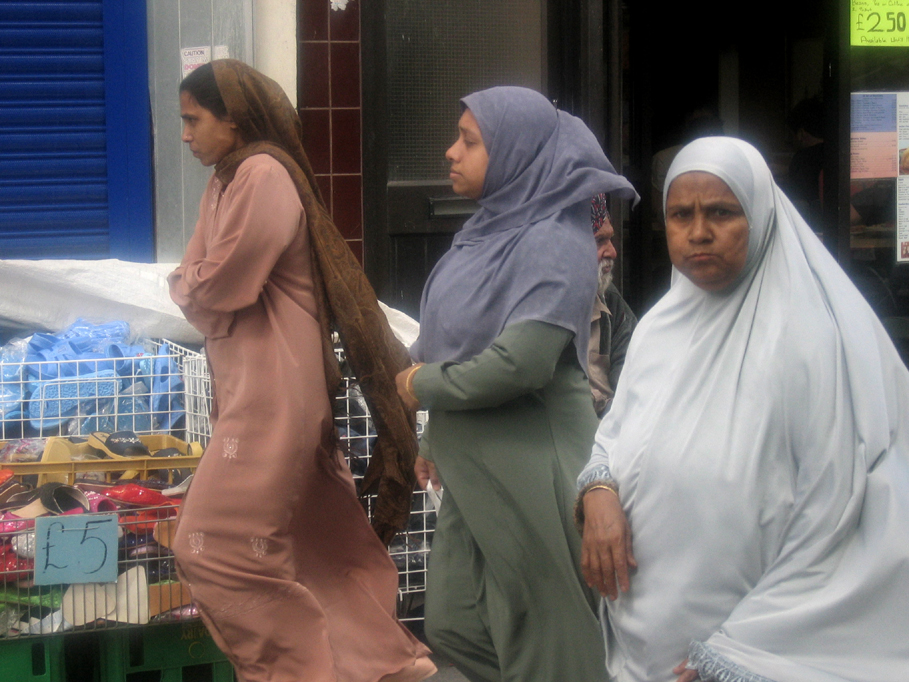
Dones de Bangladesh a Whitechapel, Londres. Al Regne Unit es troba una de les comunitats més grans de bengalís fora de Bangladesh i la més gran fora d’Àsia

### La salut
La taxa de mortalitat materna a Bangladesh és de 240 mortes / 100.000 naixements vius (2010). Les infeccions de transmissió sexual són relativament freqüents, tot i que la taxa de VIH / SIDA és baixa. Un estudi del 2014 va trobar que el coneixement de les dones de Bangladesh sobre diferents malalties és molt pobre. Recentment, Bangladesh ha ampliat els programes de formació de llevadores per millorar la salut reproductiva i els seus resultats.

### La planificació familiar
Al voltant de la dècada del 1990, la planificació familiar era reconeguda com a molt important a Bangladesh. La taxa de fecunditat és de 2,45 nens nascuts / dona (estimacions del 2014).

## Dones bangladeshianes destacades

### Acadèmiques
- Beggzadi Mahmuda Nasir
- Dilruba Ahmed
- Farhana Sultana
- Farzana Islam
- Halima Khatun
- Haseena Khan
- Helena Khan
- Kaberi Gayen
- Khaleda Ekram
- Maleka Begum
- Meher Kabir
- Najma Chowdhury
- Nurjahan Murshid
- Rounaq Jahan
- Rumana Ali
- Sayeba Akhter
- Sayeda Motahera Banu
- Senjuti Saha
- Sharifa Khatun
- Shireen Akhter
- Siddika Kabir
- Sufia Ahmed
- Tanzima Hashem
- Zulekha Haque

### Activistes
- Anwara Bahar Chowdhury
- Aroma Dutta
- Begum Badrunnessa Ahmed
- Bonya Ahmed
- Hameeda Hossain
- Hasina Murshed
- Jharna Dhara Chowdhury
- Kalpana Chakma
- Khushi Kabir
- Laila Nur
- Mahfuza Khanam
- Mokbula Manzoor
- Najma Chowdhury
- Nasreen Pervin Huq
- Nawab Faizunnesa
- Noorjahan Bose
- Purabi Basu
- Salma Sobhan
- Sharmin Akter
- Sitara Begum
- Suhasini Das
- Sultana Kamal
- Tahera Kabir
- Taiyaba Majumder
- Taramon Bibi
- Taslima Akhter
- Rawshan Ara Bachchu
- Wasfia Nazreen

### Actrius
- Afiea Nusrat Barsha
- Airin Sultana
- Alisha Pradhan
- Anika Kabir Shokh
- Falguni Rahman Jolly
- Jannatul Ferdoush Peya
- Jyotika Jyoti
- Mahiya Mahi
- Mahbuba Islam Rakhi
- Maria Nur Rowshon
- Mashiat Rahman
- Mehazabien Chowdhury
- Mou Khan
- Mousumi Nag
- Mozeza Ashraf Monalisa
- Nadia Ahmed
- Nazia Haque Orsha
- Naznin Hasan Chumki
- Nova Firoze
- Nusraat Faria
- Nusrat Imrose Tisha
- Nusrat Jahan Diana
- Peya Bipasha
- Prosun Azad
- Puja Cherry Roy
- Puspita Popy
- Rumana Malik Munmun
- Sabila Nur
- Sabnam Faria
- Sadia Jahan Prova
- Sadika Parvin Popy
- Samia Said
- Samroj Ajmi Alvi
- Sarika Sabrin
- Shaina Amin
- Shabnom Bubly
- Shiba Ali Khan
- Sohana Saba
- Tanjin Tisha
- Tania Brishty
- Zinat Sanu Swagata

### Artistes
- Atia Islam Anne
- Chitranibha Chowdhury
- Dilara Begum Jolly
- Dilruba Ahmed
- Farida Zaman
- Gulshan Hossain
- Khaleda Ekram
- Marina Tabassum
- Meherbanu Khanam
- Niloofar Chaman
- Novera Ahmed
- Tayeba Begum Lipi

### Ballarines
- Amina Khayyam
- Aupee Karim
- Azmeri Haque Badhon
- Benazir Salam
- Bijori Barkatullah
- Laila Hasan
- Mehbooba Mahnoor Chandni
- Minu Haque
- Munmun Ahmed
- Nadia Ahmed
- Rahija Khanam Jhunu
- Rawshan Jamil
- Rumana Malik Munmun
- Shamim Ara Nipa
- Sharmila Banerjee
- Shimul Yousuf
- Sudeshna Swayamprabha
- Zeenat Barkatullah

### Cantants
- Akhi Alamgir
- Alaka Das
- Anila Naz Chowdhury
- Anjuman Ara Begum
- Anusheh Anadil
- Ava Alam
- Badrunnesa Dalia
- Bijori Barkatullah
- Dia Chakravarty
- Elita Karim
- Fatima Tuz Zahra Oyshee
- Ferdous Ara
- Gouri Choudhury
- Haimanti Rakshit Das
- Iffat Ara Dewan
- Kanak Chapa
- Khilkhil Kazi
- Krishna Tithi Khan
- Leila Arjumand Banu
- Mila Islam
- Mita Haque
- Momtaz Begum
- Nadira Begum
- Nashid Kamal
- Nina Hamid
- Priyanka Gope
- Reenat Fauzia
- Rezwana Choudhury Bannya
- Rubayyat Jahan
- Sahana Bajpaie
- Salma Akhter
- Samina Chowdhury
- Shammi Akhtar
- Shushama Das
- Shusmita Anis
- Srabonti Narmeen Ali
- Uma Khan

### Científiques
- Farhana Sultana
- Hasibun Naher
- Nasima Akhter
- Sayeba Akhter
- Tanzima Hashem

### Diplomàtiques
- Ameerah Haq
- Benita Roy
- Dipu Moni
- Ismat Jahan
- Yasmeen Murshed

### Directores de cinema
- Catherine Masud
- Esha Yousuff
- Narayan Ghosh Mita
- Nusrat Imrose Tisha
- Shabnam Parvin
- Sumita Devi
- Tina Khan

### Esportistes
- Afrana Islam Prity
- Alina Begum
- Alina Sultana
- Beauty Nazmun Nahar
- Doli Akhter
- Foujia Huda
- Junayna Ahmed
- Konika Rani Adhikary
- Mahfuza Khatun
- Margarita Mamun
- Naima Akter
- Nazia Akhter Juthi
- Shamima Akhtar Tulee
- Shamoli Ray
- Shirin Akter
- Sonia Aktar

### Jutgesses
- Kashefa Hussain
- Krishna Debnath
- Naima Haider
- Nazmun Ara Sultana
- Salma Masud Chowdhury
- Zinat Ara

### Models
- Afsana Ara Bindu
- Aparna Ghosh
- Aupee Karim
- Bidya Sinha Saha Mim
- Bijori Barkatullah
- Bipasha Hayat
- Jessia Islam
- Maria Nur Rowshon
- Marjana Chowdhury
- Masuma Rahman Nabila
- Mehazabien Chowdhury
- Mehbooba Mahnoor Chandni
- Mim Mantasha
- Misty Jannat
- Moushumi Hamid
- Mousumi Nag
- Nadia Afrin Mim
- Naila Nayem
- Nova Firoze
- Nusraat Faria
- Rafiath Rashid Mithila
- Rehnuma Dilruba Chitra
- Rumana Islam Mukti
- Rumana Malik Munmun
- Sabnam Faria
- Sadia Islam Mou
- Safa Kabir
- Shaina Amin
- Shomi Kaiser
- Sonia Gazi
- Tania Brishty
- Tarana Halim
- Tasnova Hoque Elvin

### Músiques
- Anupama Mukti
- Badrunnesa Dalia
- Fauzia Yasmin
- Haimanti Rakshit Das
- Husna Banu Khanam
- Ila Majumder
- Krishna Tithi Khan
- Mehreen Mahmud
- Momtaz Begum
- Moumita Tashrin Nodi
- Samina Chowdhury
- Sania Sultana Liza
- Shakila Zafar
- Shapla Salique
- Sharmin Sultana Sumi
- Shefali Ghosh
- Zarin Tasnim Naumi

### Novelistes
- Dilara Hashem
- Husne Ara Shahed
- Iffat Ara
- Masuda Khatun
- Mokbula Manzoor
- Mufti Nurunnessa Khatun
- Rabeya Khatun
- Razia Khan
- Selina Hossain
- Shaheen Akhtar
- Shazia Omar
- Tahmima Anam
- Taslima Nasrin

### Periodistes
- Aasha Mehreen Amin
- Baby Maudud
- Dia Chakravarty
- Elita Karim
- Farah Ghuznavi
- Kaberi Gayen
- Munni Saha
- Nadia Sharmeen
- Nazmun Nesa Peyari
- Nurjahan Begum
- Salma Islam
- Samia Zaman
- Selina Parvin
- Shahnaz Munni
- Tazin Ahmed

### Poetes
- Anwara Bahar Chowdhury
- Dilruba Ahmed
- Jahanara Arzu
- Khaleda Adib Chowdhury
- Masuda Khatun
- Quazi Rosy
- Rubana Huq
- Rubi Rahman
- Shahnaz Munni
- Shamim Azad
- Sufia Kamal
- Taslima Nasrin

### Polítiques
- Amina Ahmed
- Asma Zerin Jhumu
- Basanti Chakma
- Dilara Begum
- Farida Akhter Hira
- Ferdosi Islam
- Firoja Begum Chino
- Hosne Ara Begum
- Jinnatul Bakia
- Kamrun Nahar Chowdhury
- Kaniz Fatema Ahmed
- Khadizatul Anwar
- Laila Arjuman Banu
- Momotaj Begum
- Monowara Begum
- Nadira Yeasmin Jolly
- Nasima Ferdushe
- Navana Akter
- Nazma Akhter
- Noor Afroj Ali
- Noor Jahan Begum
- Rabeya Alim
- Refat Amin
- Sadhana Halder
- Safura Begum
- Salina Begum
- Sayeda Rashida Begum
- Sayeda Rubina Akter
- Selina Akhter Banu
- Selina Islam
- Shahanara Begum
- Shaheen Monwara Haque
- Shahida Tareque Dipti
- Shamsun Nahar Begum
- Shawkat Ara Begum
- Sheikh Hasina
- Rahima Akhter
- Rasheda Begum Hira
- Ratna Ahmed
- Sultana Bulbul
- Syeda Zohra Alauddin
- Tamanna Nusrat Bubly